# Amilyen hamar tud (Így jártam anyátokkal)
Az Amilyen hamar tud az Így jártam anyátokkal című televízió-sorozat negyedik évadának huszonharmadik epizódja. Eredetileg 2009. május 11-én vetítették, míg Magyarországon egy évvel később, 2010. május 31-én.
Ebben az epizódban Ted belebotlik Stellába és Tonyba, ami kínos helyzetet szül: Tony "bocsánatkérésképpen" felajánl Tednek egy egyetemi oktatói állást. Barney igyekszik bebizonyítani, hogy a sármjával megúszhatja, hogy megbüntessék gyorshajtásért.

## Cselekmény
Az előző epizód végén Ted összetalálkozott Stellával az utcán, most kiderül az is, hogy ott van vele Stella exférje, Tony is. A találkozó rövid volt, és Ted is azzal büszkélkedett később, hogy milyen jól kezelte a helyzetet. Mégis, aznap este megjelenik Tony a lakásán, és előadja, hogy sajnálja Tedet (noha Ted szerint egyáltalán nincs mit), és mivel a családja gazdag és befolyásos, segíteni szeretne. Felajánl egy egyetemi oktatói állást a Columbia Egyetemen, amit Ted visszautasít. Ezért utána munkát kínál neki: egy barátja lakását kellene megtervezni. Csakhogy az illető gyanús kérésekkel áll elő (hangszigetelt pince, kerámiapadló, plafonról lógó láncok), így nem vállalja. Végül Ted minden segítséget köszönettel visszautasít, és azt mondja, hogy örül is, hogy megszabadult Stellától, aki otthagyta őt az oltárnál. Tony gondolkodóba esik ettől a kijelentéstől, és szakít Stellával, aminek az lesz az eredménye, hogy aznap megjelenik nála Stella is, hogy segítsen neki visszaszerezni Tonyt. Ted, a korábbi sérelmére hivatkozva, nemet mond.
Eközben Barney bosszús, mert megbüntették gyorshajtásért. Marshall közli, hogy egyszer ő megúszta Minnesotában, amikor a rendőrt egy barbecue-partira invitálta. Barney ezt kihívásnak veszi, és elhatározza, hogy mindig gyorsan fog hajtani, és kimagyarázza magát minden esetben. Amikor ez nem sikerül, tovább panaszkodik, mire Robin is elmondja, hogy egyszer hogyan sírta ki, hogy megússza a büntetést. Végül összefut egy csinos rendőrnővel, és úgy meséli el a sztorit, hogy a sármjával lenyűgözte őt és megúszta, hogy megbüntessék. A valóságban azonban nemcsak hogy büntetést kapott, de zaklatásért bevitték a fogdára is. Kétségbeesetten hívja fel Tedet, hogy segítsen kihozni őt, aki épp Stellával vitatkozik. Stella felajánlja, hogy elviszi Tedet Barneyért. Mielőtt kiszállna az autóból,Ted megvallja, hogy belefáradt abba, hogy az igaz szerelmet keresse, és csak reméli, hogy megtalálja egy napon azt, ami olyan, mint Stella és Tony között van. Ekkor Stella is elmeséli, ő hogyan úszott meg egy gyorshajtást, ami nem is igazi sztori, hanem csak egy vicc, de a csattanója: "amilyen hamar tud", azt jelenti, hogy Ted is így fogja megtalálni az igazit. Ted megenyhül, és megígéri, hogy beszél Tonyval.
Jövőbeli Ted ekkor elmeséli, hogy Stella sikeres bőrgyógyász lett Los Angelesben, Tony pedig forgatókönyvíró, és ő írta a 2010-es sikerfilm, "A menyasszony" forgatókönyvét is.
Az utolsó jelenetben Lily visszatér, és elmondja, hogy a vicc, amit Barney mondott, mégis egész mókás, de amikor Barney újra nekikezd, ismét távozik.

## Kontinuitás
- Ted csengőhangja a "Let's Go To The Mall".
- Robint többször megbírságolták, például szabálytalan parkolás miatt, amint Marshall rávilágít. Ő azért tud erről, mert "A pofogadás" című epizódban utánanézett a múltjának.
- Lily a "Mosbius Designs" című rész után, pontosan 4 hét kihagyás után visszatért.
- Barney egész másként reagál, mint "A szabadság édes íze" című epizódban, amikor letartóztatták: ott ragaszkodott a sztorijához a végletekig, itt viszont pánikba esik.
- Nem tisztázott, Barney hogyan és miként szerzett jogosítványt, hiszen az "Arrivederci, Fiero" című részben még csak tanult, de már egészen kis tempónál is megrettent.

## Jövőbeli visszautalások
- Ted "Az ugrás" című részben végül elfogadja a tanári állást.
- Tony filmje, "A menyasszony", végül az ötödik évad egyik epizódjának lesz a témája.
- Ted a "Napfelkelte" című epizódban részletezetten még egyszer találkozik Stellával, amikor Robin medálját keresi.

## Érdekességek
- Az epizódban Alyson Hannigan és Cobie Smulders is láthatóan terhes. Lily jelenetei még a szülési szabadsága előtt lettek felvéve.

## Zene
- Michelle Featherstone - Careful

## Vendégszereplők
- Sarah Chalke - Stella Zinman, Claudette
- Jason Jones - Tony Grafanello
- Renée Taylor - Mrs. Matsen
- Amir Talai - Richard Greenleaf
- Peter Breitmayer - Jorgensen rendőr
- Nicolai Dorian - gördeszkás
- Azita Ghanizada - szexi rendőrnő
- Ezra Buzzington - 1. autópálya-rendőr
- Ron Roggé - 2. autópálya-rendőr
- Joe Thornton Jr. - 3. autópálya-rendőr